# Metro da sarto

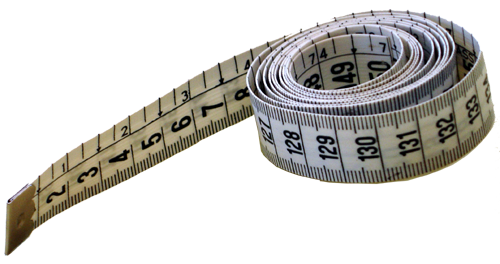
Metro da sarto

Il metro da sarto è un tipo di metro a nastro usato per prendere le misure in sartoria. È flessibile per poter seguire bene le curve del corpo e riportare le misure con precisione. Lo si ripone arrotolato.

## Struttura
Consiste in una striscia di tessuto plastificato lunga 1,5 m. e larga un paio di centimetri. Solitamente bianco, ma può essere di altri colori chiari come giallino o verdino, con i numeri scritti in nero su entrambi i lati con ordine inverso (l'estremità che riporta 1 sull'altra faccia porta 150) oppure con un lato con le misure in centimetri e l'altro lato con le misure in pollici. Le estremità sono rinforzate da una placchetta in metallo. Sul lato destro del nastro vi è una numerazione doppia che riporta sui numeri dispari una freccetta e su quelli pari un numero uguale alla metà di quello scritto. Sul lato sinistro vi è la divisione in millimetri, a volte solo per 10 cm.
Il metro da sarto non va confuso con quello tipico per misurare la lunghezza dei tessuti; quest'ultimo è un massiccio righello di legno a sezione rettangolare, molto rigido e pesante, con le estremità rinforzate in metallo.
Al fine di non confonderli, il metro di nastro viene più comunemente chiamato centimetro